# Anochetus mixtus
Anochetus mixtus (лат.) — вид муравьёв рода Anochetus из подсемейства Ponerinae (Formicidae). Вьетнам, Китай (Юньнань, Гуанси-Чжуанский автономный район и Хайнань).

## Описание
Длина тела от 8,41 до 8,76 мм, длина головы (HL) от 2,11 до 2,14 мм, ширина головы (HW) от 1,87 до 1,90 мм. От близких видов отличается грубыми морщинками на пронотуме, гладким и блестящим лбом. Основная окраска красновато-коричневая. Мандибулы прямые, прикрепляются у середины переднего края головы, капкановидно открываются на 180 градусов, равны половине длины головы и несут несколько мелких зубчиков на жевательном крае и 2 вершинных длинных зубца. Усики 12-члениковые у рабочих и самок и 13-члениковые у самцов. Нижнечелюстные щупики состоят из 4 сегментов. Стебелёк состоит из одного членика петиоля. Жало развито.
Вид был впервые описан в 1993 году украинским мирмекологом А. Г. Радченко (Киев, Украина), а его видовой статус подтверждён в ходе ревизии, проведённой в 2019 году группой китайских энтомологов (Zhilin Chen, Zhigang Yang, Shanyi Zhou).